# Fort VI Twierdzy Warszawa
Fort VI („Okęcie”) – jeden z fortów pierścienia zewnętrznego Twierdzy Warszawa, wybudowany w latach osiemdziesiątych XIX wieku. Poprzednim w kolejności jest fort V „Włochy”, zaś następnym – fort VII „Zbarż”.

## Opis
W planie obrony twierdzy zadanie umocnienia polegało na obronie szosy prowadzącej na Kraków – obecnej alei Krakowskiej. Fort został zaplanowany na planie pięcioboku z dwoma czołami. Fort otaczała sucha fosa, broniona przez kaponiery (fot.). W późniejszym okresie, wskutek uszkodzenia systemu odwadniającego, rowy wypełniły się wodą. Głównym obiektem zaplecza były ceglane koszary. W czasie modernizacji twierdzy wzniesiono nowe, betonowe kaponiery, w tym bardzo rzadką w fortyfikacjach Warszawy kaponierę przeciwskarpową przed czołem fortu. Ponadto u styku barków i czół wzniesiono charakterystyczne betonowe umocnienia, identyfikowane zazwyczaj jako lekkie, jednoosobowe schrony bojowe. Po roku 1909 w ramach likwidacji twierdzy kaponiery zostały wysadzone w powietrze. 
Jesienią 1939 po wschodniej stronie fortu założono cmentarz wojenny. 
Podczas okupacji niemieckiej w 1944 w pobliżu fortu powstał obóz dla jeńców radzieckich.
W okresie powojennym fort zajmowało Wojsko Polskie. 14 marca 1980 roku, na terenie fortu rozbił się samolot pasażerski IŁ-62 Mikołaj Kopernik, należący do PLL LOT, dowodzony przez kpt. Pawła Lipowczana. W katastrofie zginęły wszystkie osoby znajdujące się na pokładzie, w sumie 87 osób, 77 pasażerów oraz 10 członków załogi. Wśród ofiar znajdowali się m.in.: piosenkarka Anna Jantar oraz amatorska reprezentacja bokserska z USA. Od 1990 ulica prowadząca do fortu nosi imię kpt. Lipowczana. Na terenie fortu znajduje się pomnik upamiętniający ofiary katastrofy.
Fort znajduje się w rękach prywatnych i jest wykorzystywany w celach gospodarczych. 
Pojawienie się wody w fosie fortu doprowadziło do zniszczenia koszar szyjowych.
Wpisany do rejestru zabytków jako: fort VI „Okęcie”, ul. Lipowczana 6, 1883, 1900, nr rej.: A-13 z 8.06.1999

## Filmy
- Czarny serial: Kopernik (2000) , odc. 3, 25 min
- Historie lotnicze: 26 sekund. Tragedia Kopernika (2008) , Discovery Historia, 44 min
- Polska i świat z historią w tle: Twierdza Warszawa (2011), odc. 29, 20 min